# Dirk van Braeckel

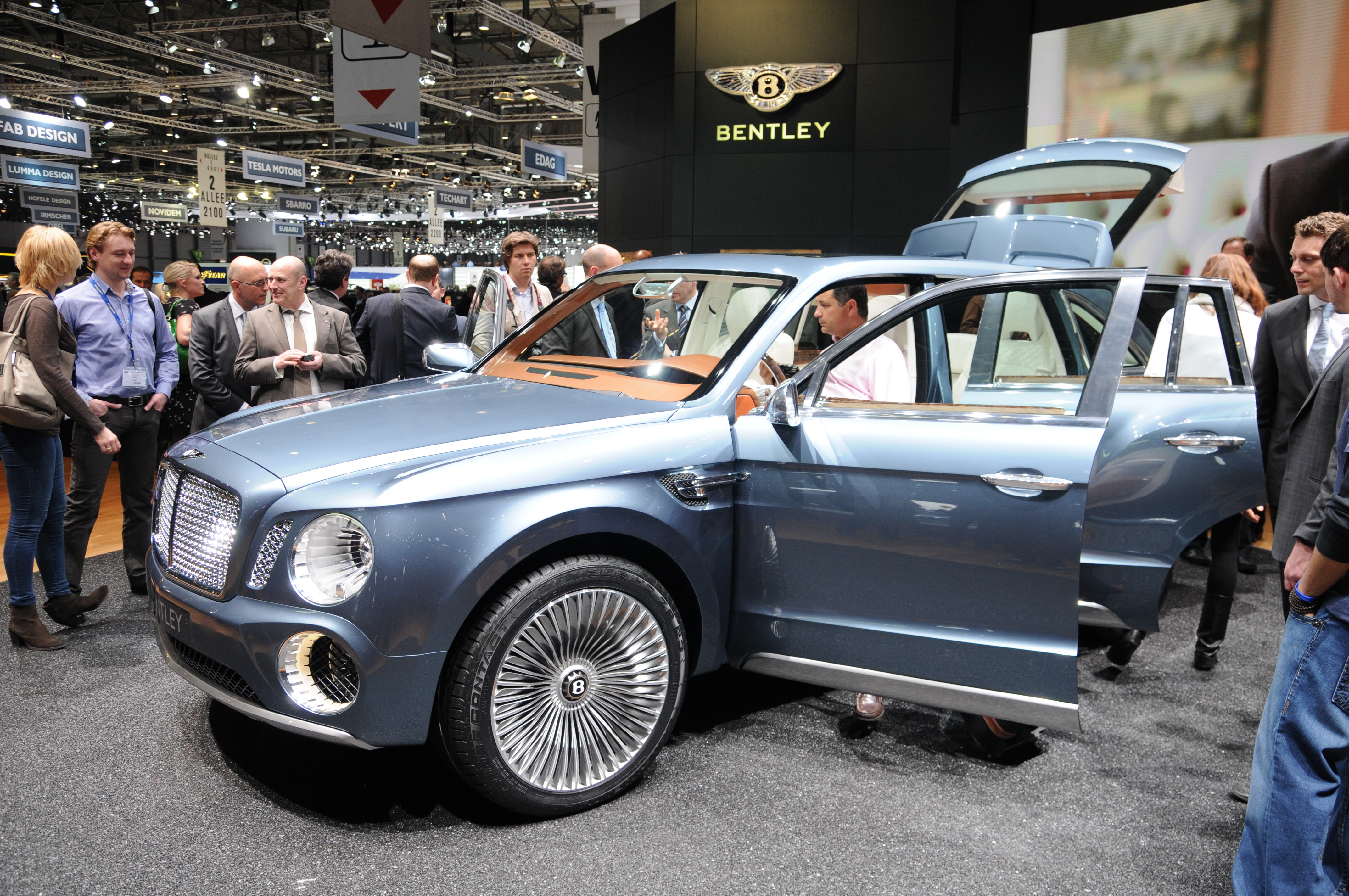
De Bentley Bentayga (oorspronkelijk de Bentley EXP 9F) is een ontwerp van Dirk van Braeckel

Dirk van Braeckel (Deinze, 19 februari 1958) is een Belgische auto-ontwerper. Hij is Director of Design van de Britse autobouwer Bentley en woont daarom in Chester. Hij volgde de studie auto-ontwerpen aan het Royal College of Art te Londen. 

## Werkgevers en ontwerpen
In 1980 mocht hij aan de slag bij Ford als auto-modelleur. Enige tijd later sponsorde Ford zijn verder studies aan het Royal College of Art in Londen.
In 1984 trad hij toe tot de Audi-groep en was daar medeverantwoordelijk voor de eerste Audi A8 en Audi A3. 
Later in 1993 schoof hij door naar Škoda en ontwierp daarvoor de Škoda  Octavia en Škoda  Fabia. 
Sinds 1999 is hij werkzaam voor Bentley en ontwierp daar de Bentley Continental GT en de Bentley Mulsanne.
In mei 2011 werd bekendgemaakt dat hij de nieuwe design director voor Bugatti werd.